# Nemesia cecconii
Nemesia cecconii är en spindelart som beskrevs av Kulczynski 1907. Nemesia cecconii ingår i släktet Nemesia och familjen Nemesiidae.
Artens utbredningsområde är Italien. Inga underarter finns listade i Catalogue of Life.